# Maximiliano Guilherme de Brunsvique-Luneburgo
Maximiliano Guilherme (13 de dezembro de 1666 – 16 de julho de 1726) foi um irmão do rei Jorge I da Grã-Bretanha, e também Foi Príncipe de Brunsvique-Luneburgo por Nascimento.

## Nascimento
Maximiliano Guilherme era o terceiro filho de Ernesto Augusto, Eleitor de Hanôver e Sofia de Hanôver. Seus avós paternos foram Jorge de Brunsvique-Luneburgo e Ana Leonor de Hesse-Darmstadt. Seus avós maternos eram Frederico V, Eleitor Palatino e Isabel Stuart.

## Carreira Militar
Mesmo depois de três de seus irmãos falecerem na guerra, Maximiliano Guilherme começou uma carreira milita e logo virou Marechal de Campo. Ele comandou as tropas Hanôverianas na Guerra da Sucessão Espanhola e estava no comando da cavalaria de Eugénio de Saboia na Batalha de Blenheim.

## Morte
Maximiliano morreu em 16 de julho de 1726 aos 59 anos, em Viena, Áustria.
Deixou uma filha Ilegitima de uma mulher desconhecida;
Marie Guelph (1695–1740) casada com Jean Meinet, com descendência.